# Sói đài nguyên Alaska
Sói đài nguyên Alaska (Canis lupus tundrarum) là phân loài của sói xám sinh sống ở vùng đài nguyên ven biển Bắc Cực ở Alaska. Phân loài sói này ghi nhận danh pháp ba phần vào năm 1912 bởi Gerrit Smith Miller, người đã lưu ý rằng hộp sọ và răng của phân loài này gần giống sói Đại Bình nguyên, nhưng mõm và vòm miệng sói đài nguyên Alaska hẹp hơn. Loài sói này to, có màu trắng, gần giống với sói Yukon (C. l. pambasileus), nhưng có màu nhạt hơn.  Phân loài sói này được công nhận là một phân loài của sói xám trong cơ quan phân loại loài động vật có vú của thế giới (Mammal Species of the World (2005)).